# Кашинка (Ульяновская область)
Ка́шинка — село в составе Цильнинского района Ульяновской области, входит в городское поселение Цильнинское. Численность населения — 132 (2010) человека.

## История
В 1654 году основано боярским сыном Спиридоном Никифоровичем Кашиным. В 1678 году в деревне Кашина, на р. Свияге были уже другие помещики: синбиренин Василий Матвеевич Ивашев и синбиренин Фёдор Григорьевич Репьёв. Затем д. Кашинка принадлежала потомкам Ф. Г. Репьёва и во время генерального межевания находилась во владении ст. сов. Ивана Николаевича Репьёва и состояла из 48 дворов; тогда она числилась в Буинском уезде и к ней примежевано было 1466 дес. 2181 саж., земли. И. Н. Репьёв получил это имение в 1775 году по наследству от бабки, премьер майорши Прасковьи Ильиничны Миллер и от отца, дворянина Николая Ивановича Репьёва. В 1815 году он его продал генерал-майору Петру Васильевичу Киндякову, а у него купил Александр Николаевич и Екатерина Петровна Раевские (дочь Петра Васильевича). Их дочь, Александра Александровна (1839—1863), вышла замуж за графа Ивана Григорьевича Ностиц и получила в приданое д. Кашинку, а её сын, граф Григорий Иванович Ностиц, продал, в 1880 году, оставшуюся за наделом крестьян землю (484 дес. 1200 саж.) симбирскому купцу Василию Ивановичу Ракову, по завещанию которого имение перешло, в 1892 году, к его вдове, Елизавете Петровне, нынешней собственнице (на 1903 г.).
При создании Симбирского наместничества в 1780 году, деревня Кашинка, при болоте, помещиковых крестьян, вошла в состав Симбирского уезда. С 1796 года в Симбирской губернии.
В «Списке населённых мест Симбирской губернии» за 1859 год значится как владельческая деревня Кашинка (Суходол), при колодце, в которой насчитывалось 77 дворов и проживало 529 человек.
В 1879 году деревня входила в состав Покровской волости Симбирского уезда Симбирской губернии и включала 125 дворов, в которых проживало 813 человек.
Церковь во имя св. Троицы построена в с Кашинке в 1890 году, а с 1896 года здесь существовала церковно-приходская школа.
Согласно переписи 1897 года население села составляло 840 человек, все православные.
На 1 января 1913 года в Кашинке насчитывалось 205 дворов и 1150 жителей, имелись церковь и школа.

## Население
| Год  | Число дворов | Число жителей | Примечания            |
| ---- | ------------ | ------------- | --------------------- |
| 1678 | 8            | 28            |                       |
| 1780 |              | 109           | Ревизских душ         |
| 1795 | 48           | 182           | (147 муж. 35 жен.)    |
| 1859 | 77           | 529           |                       |
| 1879 | 125          | 813           |                       |
| 1897 |              | 840           |                       |
| 1900 | 150          | 853           | (386 муж. и 467 жен.) |
| 1913 | 205          | 1150          | есть церковь и школа  |

## Известные жители
- Малышев Николай Иванович (Герой Советского Союза)[9]
- Назарий (Андреев), был настоятелем в храма.

## Улицы
- Дорожная (улица)
- Заозерная (улица)
- Малышева (улица)
- Малышева (переулок)
- Церковная (улица)

## Галерея

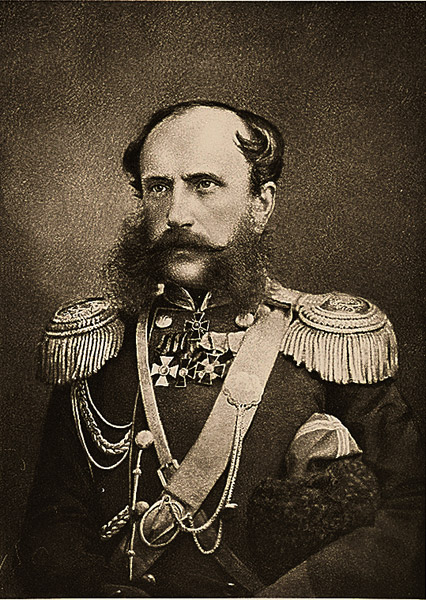
Иван Григорьевич Ностиц (1824—1905).
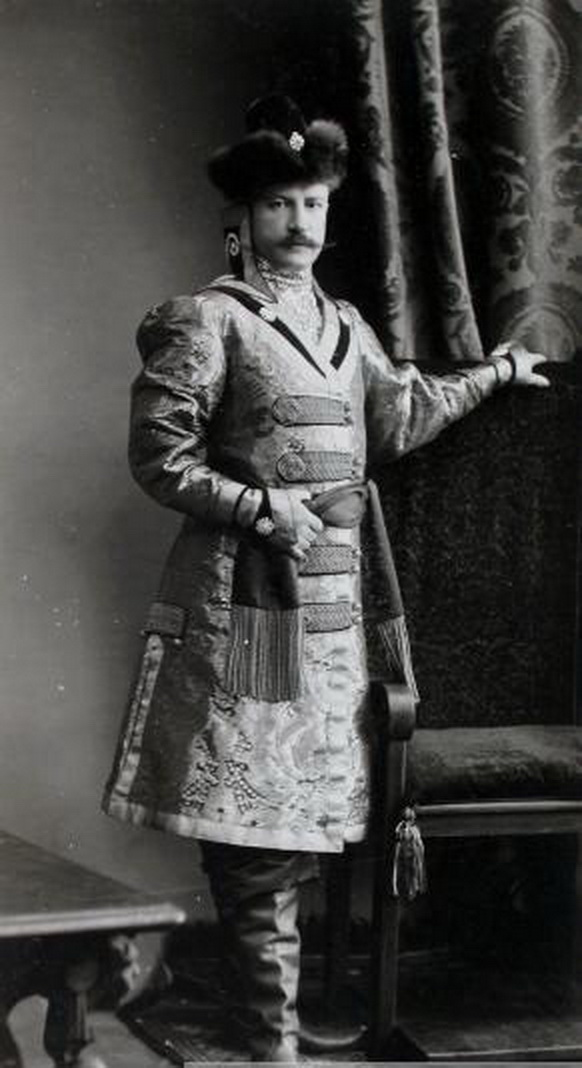
Граф Григо́рий Ива́нович Но́стиц (23 января 1862 — 29 апреля 1926).
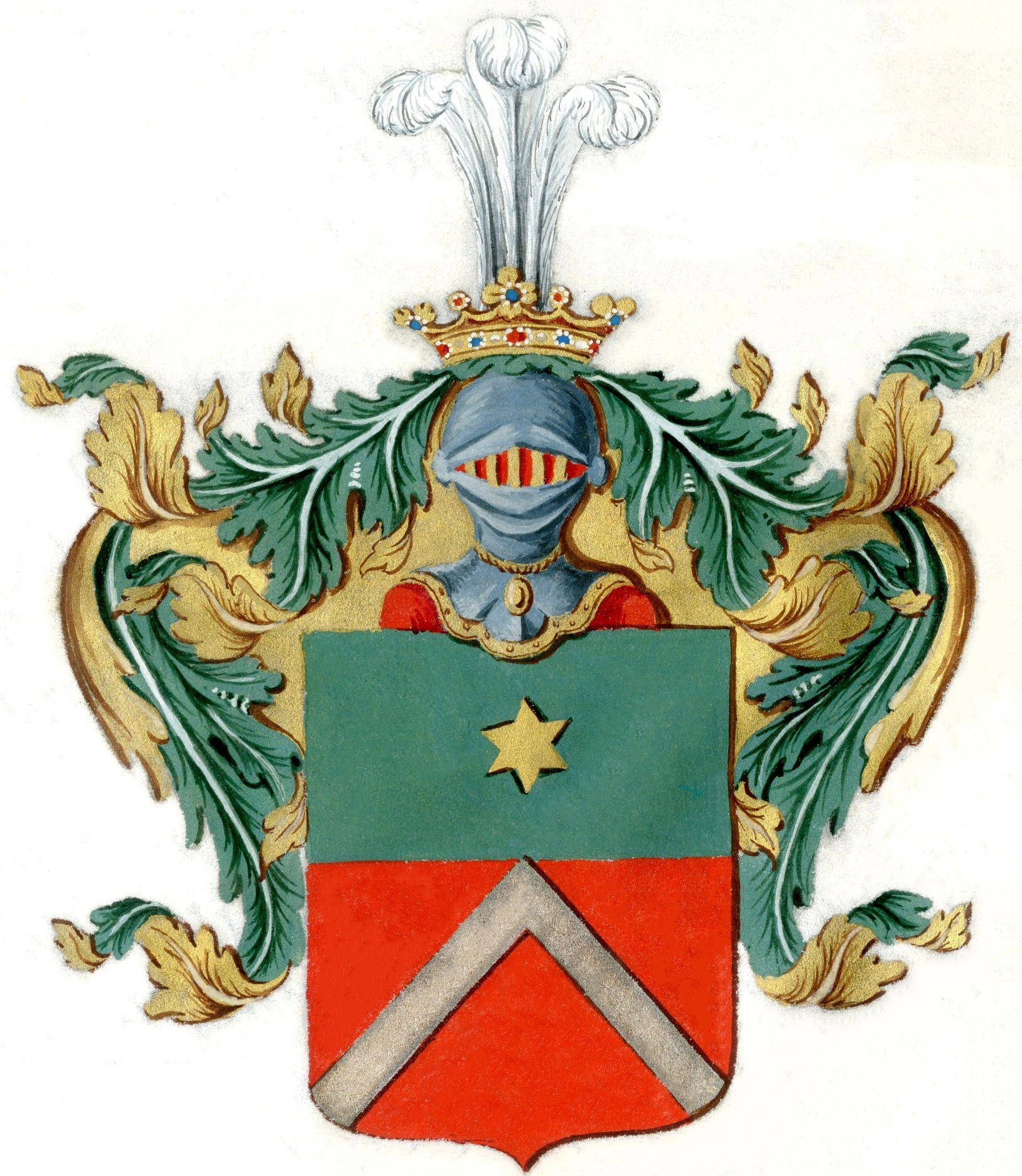
Герб русского дворянского рода Киндяковых.
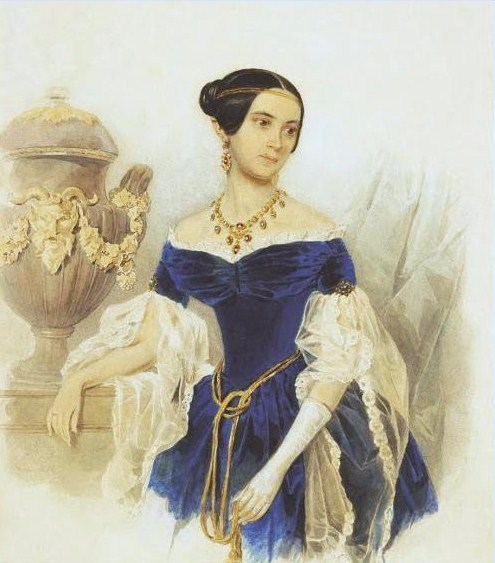
Екатерина Петровна Раевская, ур. Киндякова (1812-1839), жена А. Н. Раевского.
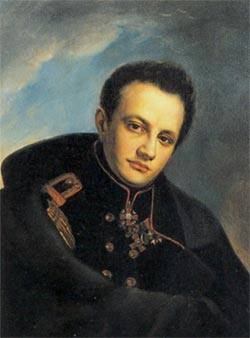
Портрет Александра Николаевича Раевского.
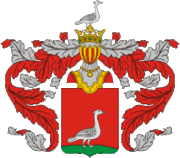
Герб рода Раевских.